# 刘树琪
刘树琪（1957年10月—），山东乳山人。男，汉族。1974年7月参加工作，1975年12月加入中国共产党。中央党校研究生毕业。
1997年3月任蓬莱市委副书记及市长。2000年1月任蓬莱市委书记。2002年5月任烟台市委常委。2007年1月任烟台市副市长。2011年12月任泰山学院党委书记。2013年3月任滨州医学院党委书记。2017年2月，涉嫌严重违纪接受调查。2018年因受贿罪被判处有期徒刑十年六个月、并处罚金60万元。调查显示刘树琪任职期间，对烟台葡萄酒产业的发展也的确是有所推动的，他曾推行葡萄种植和葡萄酒生产标准化工作。他担任泰山学院党委书记、滨州医学院党委书记期间，还新增了葡萄与葡萄酒专业、葡萄酒学院；2001年之后开始大量接受贿款，很多均与葡萄酒产业有关。